# Язгулямцы
Язгулямцы (также язгулемцы, самоназвание — згамик) — народ, населяющий долину Язгулям (на языке язгулямцев — Yuzdam) в западном Памире (Ванчский район Горно-Бадахшанской автономной области Таджикистана) и относящийся к европеоидной расе. Национальное меньшинство в Таджикистане. Относится к памирским народам.
Возникновение самоназвания (этнонима), по всей видимости, связано с тем, что язгулямцы отделяли себя от живущих рядом таджиков, имели собственное этническое (национальное) самосознание и считали себя самостоятельным народом.
Об общности язгулямцев с другими памирскими народами говорят данные лингвистики. В то же время, как указывала этнограф Л. Ф. Моногарова (1975 год), сами язгулямцы отделяют себя от памирских народов. Это связано с тем, что под влиянием Бухарского ханства (Дарвазское бекство) в конце XIX века язгулямцы приняли суннизм, в отличие от других памирских народов, традиционно являющихся приверженцами исмаилизма. В прошлом язгулямцы тоже исповедовали исмаилизм.
Численность составляет по разным данным от 6 до 11 тыс. человек. В 1959 году язгулямцев насчитывалось 1600 человек, в 1990 году — 3 тыс..
В настоящее время джамоат (община) Язгулом состоит из восьми крупных населённых пунктов, в которых проживает большинство язгулямцев: Дашти-Язгулом, Мотравн, Шавуд, Будун, Вишхарв, Андарбак, Жамаг, Зайч. Самое крупное селение — Мотравн.

## Общество
Живут в западной части Горно-Бадахшанской АО Таджикистана вдоль реки Язгулям.
Основные занятия — поливное высокогорное земледелие, кузнечное дело, скотоводство, а также охота преимущественно на горных козлов. Развиты прядение, ткачество, плетение корзин.
Селения разделяются на кварталы, в которых традиционно живут члены одной патронимии (каум).
Первым из европейцев, всю долину Язгулям от верховьев до низовьев прошёл Н. И. Косиненко в 1909 году. По мнению путешественников и учёных, посещавших Язгулям в конце XIX — начале XX века, язгулямцев отличает фанатичное следование исламу, мстительность и воинственность. Вот что писал о язгулямцах военный писатель Борис Леонидович Тагеев в своей книге «Русские над Индией»:

«…племя свободолюбивое, не скрывающее своих стремлений к независимости…».
«Вокруг нас горы, — говорят язгулемцы, — никто нам не хозяин и не повелитель; сами афганцы боялись нас, а бухарцы и подавно».

«Наутро бивак был разбужен страшным гамом. Оказалось, что все население Язгулема, поголовно вооруженное, стеклось к биваку и окружило его, угрожая оружием. Немедленно же команда была вызвана в ружье и приняты меры для отражения нападения. Язгулемцы были вооружены мултуками, а конные саблями…».
До 1960-х годов вели закрытый патриархальный образ жизни с традиционным натуральным хозяйством, и были изолированы от соседних народов в силу географического положения и слабого развития транспортного сообщения. Долина Язгуляма считалась одной из самых труднодоступных на Западном Памире. До середины XX века попасть в долину можно было только пешком всего 3 — 4 месяца в году, когда открывались горные перевалы, грузы перевозили вьюками на ослах, вьючная лошадь могла пройти только до селения Жамаг. Ближайший перевал в долину Язгулям, к селению Андарбаг, высотой более 4000 м, — Гушхон, что в переводе означает «кровь из ушей». Позже, в ближайшие к выходу из долины сёла была проведена дорога от Памирского тракта. Электричества в долине нет, но, по состоянию на 2017 год, строится малая ГЭС возле селения Мотравн.

## Внешность
Советский и российский этнограф, долгое время изучавшая язгулямцев и жившая среди них, Л. Ф. Моногарова, пишет, что в «антропологическом отношении, население долины Язгулема почти ничем не отличается от других припамирских народностей». Антрополог Г. Ф. Дебец также указывает, что язгулямцы являются «типичными представителями европеоидного памиро-ферганского типа».

## Религия
Язгулямцы исповедуют ислам суннитского толка на сегодняшний день.

## Язык
Язык — язгулямский, относится к памирской группе восточно-иранских языков. Выделяются два говора — верхний и нижний. Первое упоминание о язгулямском языке относится к 1889 году, а в 1916 году Р. Готьо была опубликована первая работа по язгулямскому языку, посвящённая в основном исторической фонетике и отдельным этимологиям с приложением словаря на 160 слов. Также владеют таджикским языком, на котором ведётся обучение в школах, многие знают русский язык.